# Лома-Лінда (Техас)
Лома-Лінда (англ. Loma Linda) — переписна місцевість (CDP) в США, в окрузі Сан-Патрисіо штату Техас. Населення — 149 осіб (2020).

## Географія
Лома-Лінда розташована за координатами 28°0′25″ пн. ш. 97°29′58″ зх. д. / 28.00694° пн. ш. 97.49944° зх. д. (28.007027, -97.499423).  За даними Бюро перепису населення США в 2010 році переписна місцевість мала площу 3,25 км², уся площа — суходіл.

## Демографія
Згідно з переписом 2010 року, у переписній місцевості мешкали 122 особи в 41 домогосподарстві у складі 34 родин. Густота населення становила 38 осіб/км².  Було 46 помешкань (14/км²).
Расовий склад населення:
| - 76,2 % — білих - 4,9 % — чорних або афроамериканців - 17,2 % — осіб інших рас |

До двох чи більше рас належало 1,6 %. Частка іспаномовних становила 69,7 % від усіх жителів.
За віковим діапазоном населення розподілялося таким чином: 29,5 % — особи молодші 18 років, 56,6 % — особи у віці 18—64 років, 13,9 % — особи у віці 65 років та старші. Медіана віку мешканця становила 41,0 року. На 100 осіб жіночої статі у переписній місцевості припадало 90,6 чоловіків;  на 100 жінок у віці від 18 років та старших — 83,0 чоловіків також старших 18 років.
Цивільне працевлаштоване населення становило 38 осіб. Основні галузі зайнятості: будівництво — 52,6 %, освіта, охорона здоров'я та соціальна допомога — 47,4 %.